# 瓦巴尼卡鎮區 (明尼蘇達州伍茲湖縣)
瓦巴尼卡鎮區（英語：Wabanica Township）是位於美國明尼蘇達州伍茲湖縣的一個行政鎮區。

## 地方資料
瓦巴尼卡鎮區的面積為93.85平方千米，當中陸地面積為92.84平方千米，而水域面積為0.01平方千米。根據2020年美國人口普查的數據，當地共有人口248人，而人口密度為每平方千米2.64人。